# Graciliraptor
Graciliraptor (що означає «витончений злодій») — рід тероподових динозаврів раннього крейдяного періоду. Це мікрорапторовий дромеозаврид. Типовий вид Graciliraptor lujiatunensis вперше був названий і описаний у 2004 році Сюй Сін і Ван Сяоліном. Родова назва походить від латинського gracilis і raptor. Видова назва стосується села Луцзятунь, де знаходиться скам'янілість. Його копалини, голотип IVPP V 13474, були знайдені в Бейпяо, провінція Ляонін, Китай.

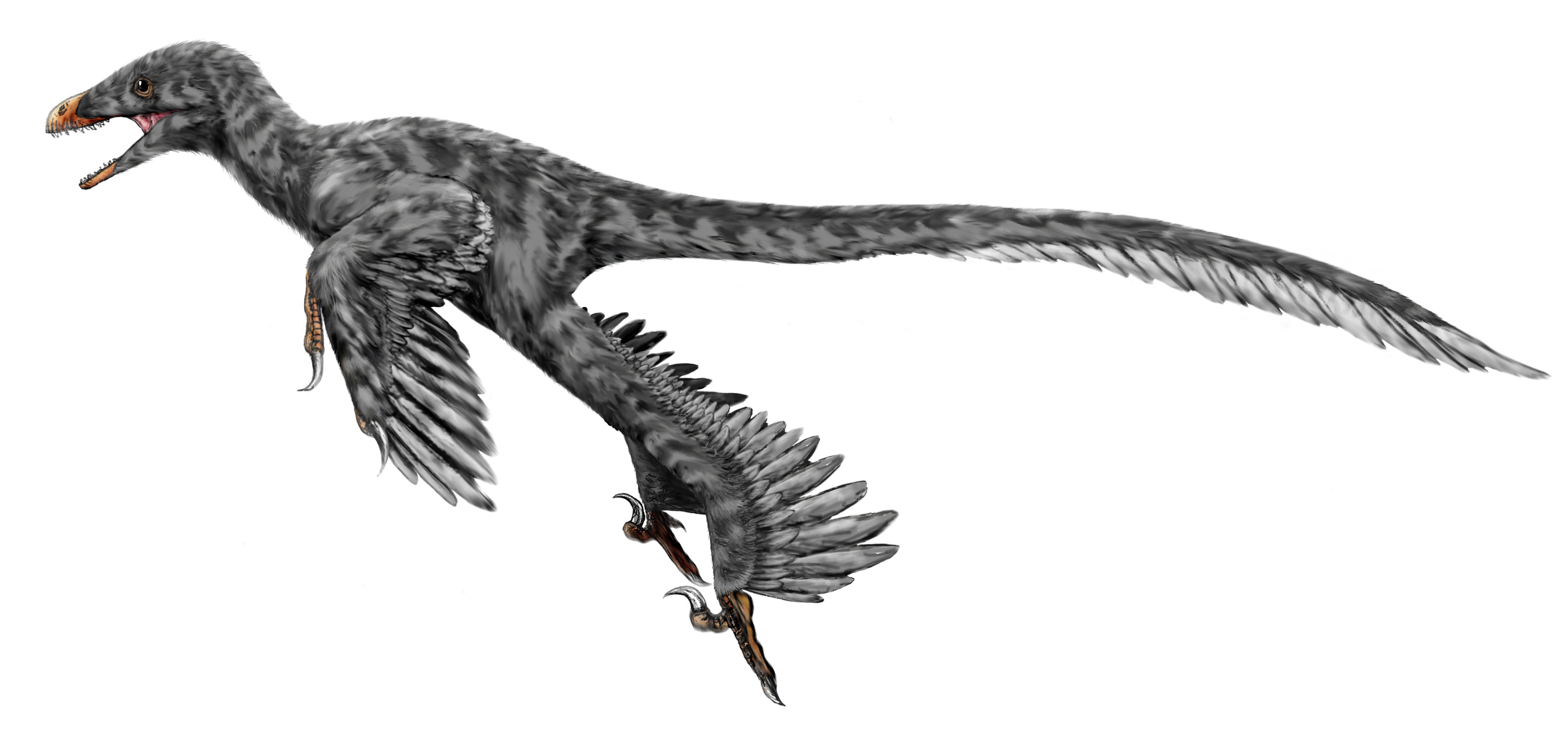
Художня реконструкція

## Опис
Тип і єдиний відомий зразок включав частину верхньої щелепи з кількома зубами, майже повні передні та задні ноги; і десять часткових хвостових хребців. За оцінками, його довжина становила близько 90 сантиметрів за життя. У 2010 році Грегорі С. Пол дав вищу оцінку в один метр і 1,5 кілограма. Грациліраптор надзвичайно легкий з дуже видовженими середніми хвостовими хребцями та кістками гомілки. Довжина стегнової кістки становить тринадцять сантиметрів, а загальна довжина тіла — один метр. Задні суглобові відростки хвостових хребців, або постзигапофізи, з'єднані тонким кістковим чохлом або пластинкою, яка тягнеться до спини над восьмою частиною середини наступного хребця, таким чином додатково посилюючи середній хвіст.